# Jean-Julien Avoine
Jean-Julien Avoine (né au Havre  le  17 septembre 1741, mort à Versailles  le 3 novembre 1793) est un ecclésiastique qui fut évêque constitutionnel de Seine-et-Oise de 1790 à  1793.

## Biographie
Originaire du Havre, il est d'abord vicaire à La Roche-Guyon puis curé de Gommecourt dans le doyenné de Bonnières-sur-Seine. Il prête  serment à la Constitution civile du clergé et il est élu le 7 décembre 1790 évêque constitutionnel du diocèse de Seine-et-Oise contre Jean-Baptiste Massieu le curé de Cergy près de Pontoise qui se fait élire dans le diocèse de l'Oise. C'est un prélat modéré qui proteste contre l'enlèvement des cloches et qui est dénoncé à la Convention nationale le 17 décembre 1792. Il meurt dès le 3 novembre 1793 au moment où commencent les persécutions religieuses. Son décès est annoncé à la Convention nationale le 6 suivant mais le diocèse de Seine-et-Oise reste vacant jusqu'à l'élection du 25 février 1796 après le rétablissement du culte de Augustin-Jean-Charles Clément.